# 쿠쿨칸
쿠쿨칸(Kukulkan [kuːkuːlˈkän])은 유카텍 마야인들의 깃털뱀신이며 또한 여러 역사적 인물들을 가리키는 말이기도 하다. 메소아메리카의 다른 문화권에서도 나타나는 날개달린 뱀신의 모습으로 묘사되며, 키체 마야의 쿠쿠마츠, 아즈텍의 케찰코아틀과 밀접한 관계가 있다. 그러나 쿠쿨칸이라는 신 자체에 얽혀 있는 신화는 거의 남아있지 않다.

## 같이 보기
- 치첸이트사